# Jane Williams (Ysgafell)

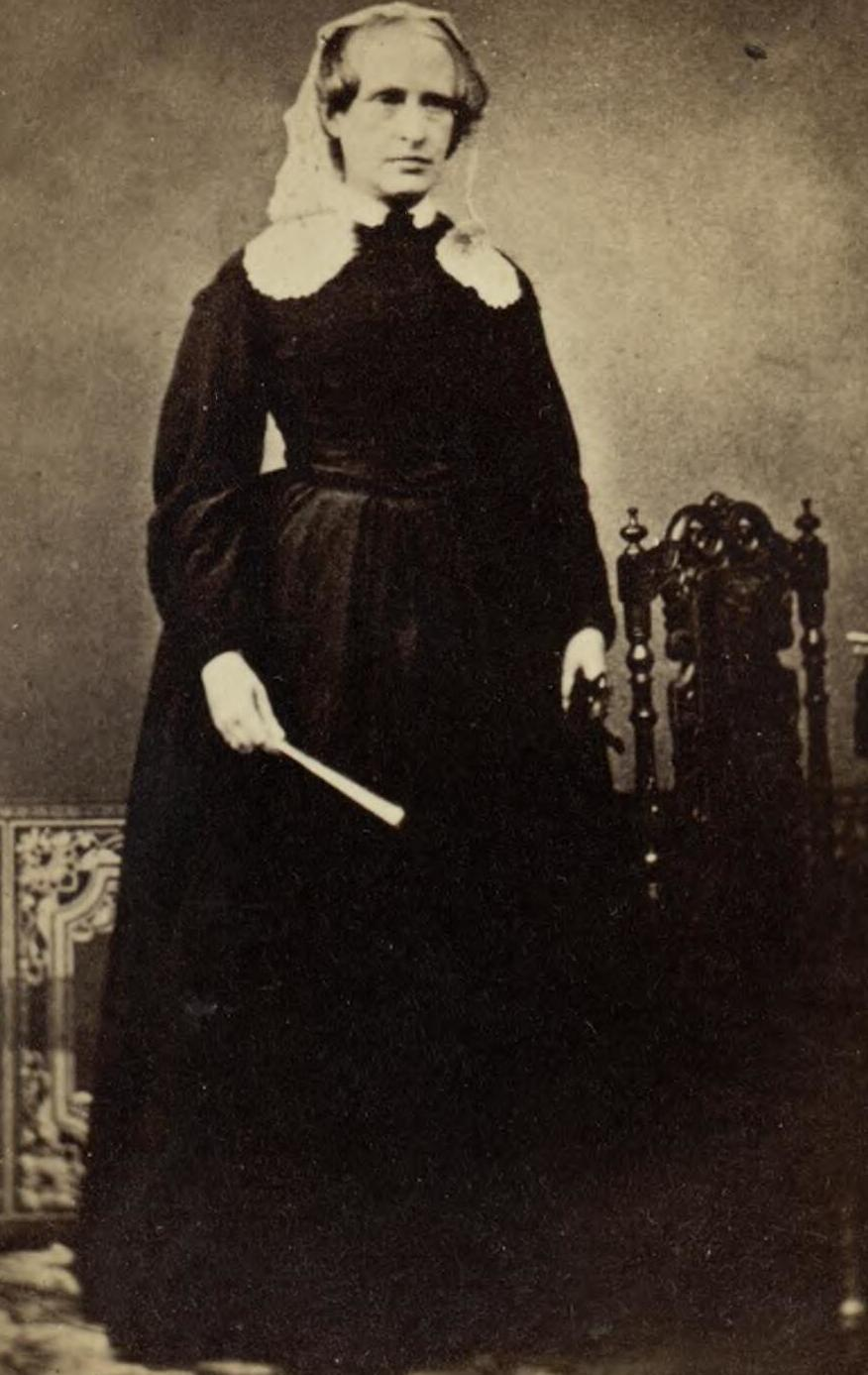
Jane Williams, um 1870

Jane Williams (* 1. Februar 1806 in London; † 15. März 1885 ebenda) war eine walisische Autorin, die vor allem unter ihrem Pseudonym oder Bardennamen Ysgafell bekannt war. Sie wird manchmal mit ihrer Zeitgenossin Maria Jane Williams verwechselt.
Williams kam in Chelsea zur Welt und wuchs in Neuadd Felen, Brecknockshire, auf. Als Autorin beschäftigte sie sich vor allem mit den Themenkreisen walisische Geschichte, walisische Literatur und walisische Folklore. Im Jahr 1862 schrieb Williams ein Buch über keltische Fabeln, Märchen und Legenden. Im Jahr 1869 publizierte sie zur Geschichte von Wales und stützte sich dabei nach eigenen Angaben auf "authentische Quellen".

## Leben
Jane Williams wuchs als Tochter eines Marineoffiziers auf. Sie verbrachte ihre Jugend auf dem Familiensitz Neuadd Felen in der Nähe von Talgarth. Dort entwickelte sie ein Interesse an walisischer Geschichte, Literatur und Folklore und wurde mit Augusta Hall, Lady Llanover, bekannt. 
Eine erste Publikation war ein Band mit ihren Gedichten, er wurde 1824 veröffentlicht. Später publizierte sie zur Erziehung in Wales, zu walisischer Folklore und zu Rev. Thomas Price.
Sie schrieb den ersten Artikel in der ersten Ausgabe des Cambrian Journal für das Jahr 1854. Bei dem Artikel handelte es sich um eine von ihr im Jahr 1843 erarbeitete Übersetzung ins Englische eines auf Französisch verfassten Artikels des deutschen Forschers Dr. Carl Meyer aus Rinteln. Das Thema des Artikels war die Philologie der keltischen Sprachen. Der Artikel Meyers hatte zuvor im Oktober 1842 beim Cymreigyddion y Fenni Eisteddfod in Abergavenny den Großen Preis gewonnen.
1856 kehrte sie nach Chelsea zurück. Dort widmete sie sich weiterhin dem Schreiben und der Publikation akademischer Texte. 1857 publizierte sie eine Monographie über die Krankenschwester Elizabeth Davis. Ihre etwas später 1869 folgende Monographie zur Geschichte von Wales wurde sehr positiv aufgenommen. Ihre Geschichte des Pfarrbezirks Glasbury wurde 1870 in der Archaeologia Cambrensis veröffentlicht. Sie unterstützte zudem Henry Brinley Richards bei seinem Buch Songs of Wales (dt. Lieder aus Wales), das 1873 erschien.
Bis zu ihrem Tod blieb sie in London und wurde auf dem Friedhof Brompton bestattet.
Im Jahr 2020 veröffentlichte Gwyneth Tyson Roberts bei der University of Wales Press eine Biographie Jane Williams.

## Ausgewählte Werke
- Miscellaneous Poems (1824)
- Twenty Essays on the Practical Improvement of God's Providential Dispensations as Means to the Moral Discipline to the Christian (1838), dt.
- Artegall; or Remarks on the Reports of the Commissioners of Inquiry into the State of Education in Wales (1848)
- The Literary Remains of the Rev. Thomas Price, Carnhuanawc … with a Memoir of his Life (1854–55)
- The Autobiography of Elizabeth Davis, a Balaclava Nurse, Daughter of Dafydd Cadwaladr (1857)
- The Literary Women of England (1861)
- Celtic Fables, Fairy Tales and Legends versified (1862, reprinting "Cambrian Tales" first published in Ainsworth’s Magazine in 1849–50)
- A History of Wales: Derived from Authentic Sources. Longmans, Green & Co., London 1869 (englisch, google.com). Republished 2010 by Cambridge University Press